# Out Standing in Their Field
Out Standing in Their Fields è l'ottavo album della Steve Morse Band, pubblicato nel 2009. Si tratta dell'ultimo album della band prima dello scioglimento, avvenuto nello stesso anno.

## Tracce
1. Name Dropping – 4:59
2. Brink of the Edge – 4:43
3. Here and Now and Then – 5:07
4. Relentless Encroachment – 4:45
5. John Deere Letter – 4:22
6. More To the Point – 3:54
7. Unnamed Sourcer – 5:16
8. Time Juction – 5:33
9. Flight of the Osprey – 3:21
10. Midnight Daydream – 5:18
11. Back Porch – 4:01

## Formazione
- Steve Morse – chitarra
- Dave LaRue – basso
- Van Romaine – batteria